# Epimanikia

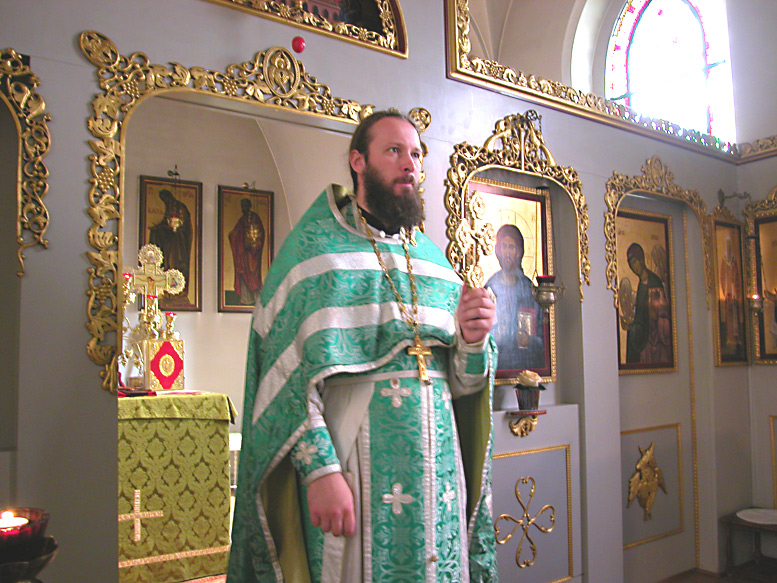
Russisch-orthodoxe priester met een kruis. De epimanikia zijn zichtbaar rond zijn polsen.

Epimanikia (Grieks: επιμάνικα; enkelvoud: epimanikion, Russisch: поручи, porútchi = om de arm of нарука́вники, naroekavniki = ondermouwen)
Dit zijn een soort geborduurde versierde brede manchetten in de liturische kleuren, die de priester en diaken in de orthodoxe kerk en de oosters-katholieke kerk dragen bij de priester om de ondermouwen van het stichaar en bij de diaken de ondermouwen van de podrasjnik samen te binden. Bij de priester en de bisschop laten ze de mouwen van het sticharion om de pols aansluiten. De diaken draagt ze echter om de mouwen van zijn podrasjnik. Ze zijn gemeenschappelijk voor alle belangrijke geestelijken. Zij symboliseren het samenbinden van Christus' handen en polsen op het moment dat Hij gegeseld werd en dienen er ook voor om ons eraan te herinneren dat alle dingen die we doen met onze handen, we doen moeten voor de glorie van God. Daardoor krijgt ook het sticharion een afwerking in de liturgische kleur van de dag. Ze hebben ook een praktisch doel, om de wijde mouwen van het sticharion van de priester op hun  plaats te houden en het dichtbinden biedt meer bewegingsvrijheid bij alle liturgische handelingen.